# 秦宗游
秦宗游，字逸少，浙江省紹興府山陰縣（今浙江紹興市）人，清朝翰林、庶吉士，康熙十八年（1679年）二甲第三名進士，歷任翰林編修、國子監司業，官至正六品的翰林院侍講。父親為輝縣知縣秦長春，師從明末清初理學大家孫奇逢。並且曾經擔任閩浙總督李之芳的幕僚。

## 生平

### 言耿必敗
康熙十三年（1674年），在三藩之亂大清靖南王耿精忠起兵叛亂之際，秦宗游以舉人的身分，進入前來衢州開府的閩浙總督李之芳的幕僚之中，而在討論耿精忠叛亂一事時，秦宗游洞灼時勢，反覆陳策及論說耿精忠所部必敗之下場。

### 不畏強權
康熙十八年（1679年），秦宗游在這年的殿試中取得了二甲第三名進士出身的成績，而後在同年五月二日（1679年6月9日），又被選拔為翰林院庶吉士經過散館考試以後，在康熙二十年七月二十八日（1681年9月10日），秦宗游被授予正七品翰林院編修一職到了康熙二十九年七月十九日（1690年8月23日），秦宗游以翰林院編修的身分，出任這年河南鄉試的正考官。此時有當地的權貴對其進行拉攏和希望藉此高中，但秦宗游拒絕，導致秦宗游此行險遭不測，幸好當時的河南巡撫閻興邦對其力挺，以及當朝保和殿大學士王熙稱讚河南鄉試為今科典試公正第一，於是才使秦宗游河南一事被化解掉。
而後秦宗游升任為正六品的國子監司業，再之後晉升為翰林院侍講，後卒。

## 親屬
- 父親：秦長春，官至輝縣知縣
- 孫子：秦啟烶，以經術教授鄉里，從游者甚重，被里黨推為真儒。